# Бакуново (Ярославская область)
Бакуново — деревня Арефинского сельского поселения Рыбинского района Ярославской области.
Деревня расположена к юго-востоку от центра сельского поселения села Арефино. Её основная улица направлена перпендикулярно правому, восточного берегу ручья Саха, левого притока Ухры. Ниже Бакуново, к северу  стоит деревня Саха, выше по течению, к югу, на противоположном левом берегу стоит деревня Бобылево. От деревни Саха к ней по левому берегу идёт дорога. В северном направлении эта дорога следует по правому берегу реки Саха к одноименной деревне Саха, далее пересекает Пелевин в нижнем течении и выходит на дорогу, следующую по левому берегу Ухры, к деревне Спас-Ухра и далее к центру сельского поселения Арефино. Деревня окружена лесами, небольшие поля расположены только вокруг деревень. Особенно большой лесной массив расположен к юго-востоку от деревни. Он протянулся на расстояние около 6 км вплоть до долины левого притока Ухры, который носит такое же название Саха. Долина этой реки находится в Тутаевском районе Ярославской области .
Деревня Бакунова обозначена на плане Генерального межевания Рыбинского уезда 1792 года.
На 1 января 2007 года в деревне Бакуново числилось 2 постоянных жителя . Почтовое отделение, расположенное в деревне Ананьино обслуживает в деревне Бакуново 9  домов.